# Grän, Karlstads kommun
Grän är en bebyggelse i Östra Fågelviks socken i Karlstads kommun. Från 2015 avgränsar SCB här en småort.